# Instituto do Emprego e Formação Profissional (Cabo Verde)
O IEFP, Instituto do Emprego e Formação Profissional de Cabo Verde, é um Instituto público com autonomia administrativa financeira, tutelada pelo Ministério do Trabalho de Cabo Verde, responsável por alocação profissional, formação, e apoio à empresas.

## Cidades onde estão localizados os centros de formação
- Praia (Cabo Verde)
- Mindelo (Cabo Verde)
- Ribeira Grande (Santo Antão)
- Assomada
- São Filipe (Fogo)
- Espargos (Sal)
- S. Domingos